# 琉球銀行
株式会社琉球銀行（りゅうきゅうぎんこう、英: Bank of The Ryukyus, Limited）は、沖縄県那覇市に本店を置く地方銀行。

## 概要
1948年5月1日、米軍占領下の琉球における戦後インフレの抑制と経済の正常な発展のため、当時米国統治下にあったフィリピン国立銀行に範を取り米軍が51%の株式を所有、残り49%を地元自治体に分配する方式で、通貨発行権等を有する中央銀行的色彩の濃い特殊銀行として設立された。
1972年（昭和47年）の沖縄の日本復帰に伴い株式会社へ組織変更。普通銀行として再スタートを切り現在に至っている。
琉銀は県指定金融機関について沖縄銀行との隔年毎の受託しているほか、那覇市をはじめとする県下多くの自治体の指定金融機関を受託している。
県外店舗は東京支店（東京都千代田区神田多町）を開設。また信託業務の併営時に取り扱っていた「ゆがふ金銭信託」は現在取り扱いを中止している。

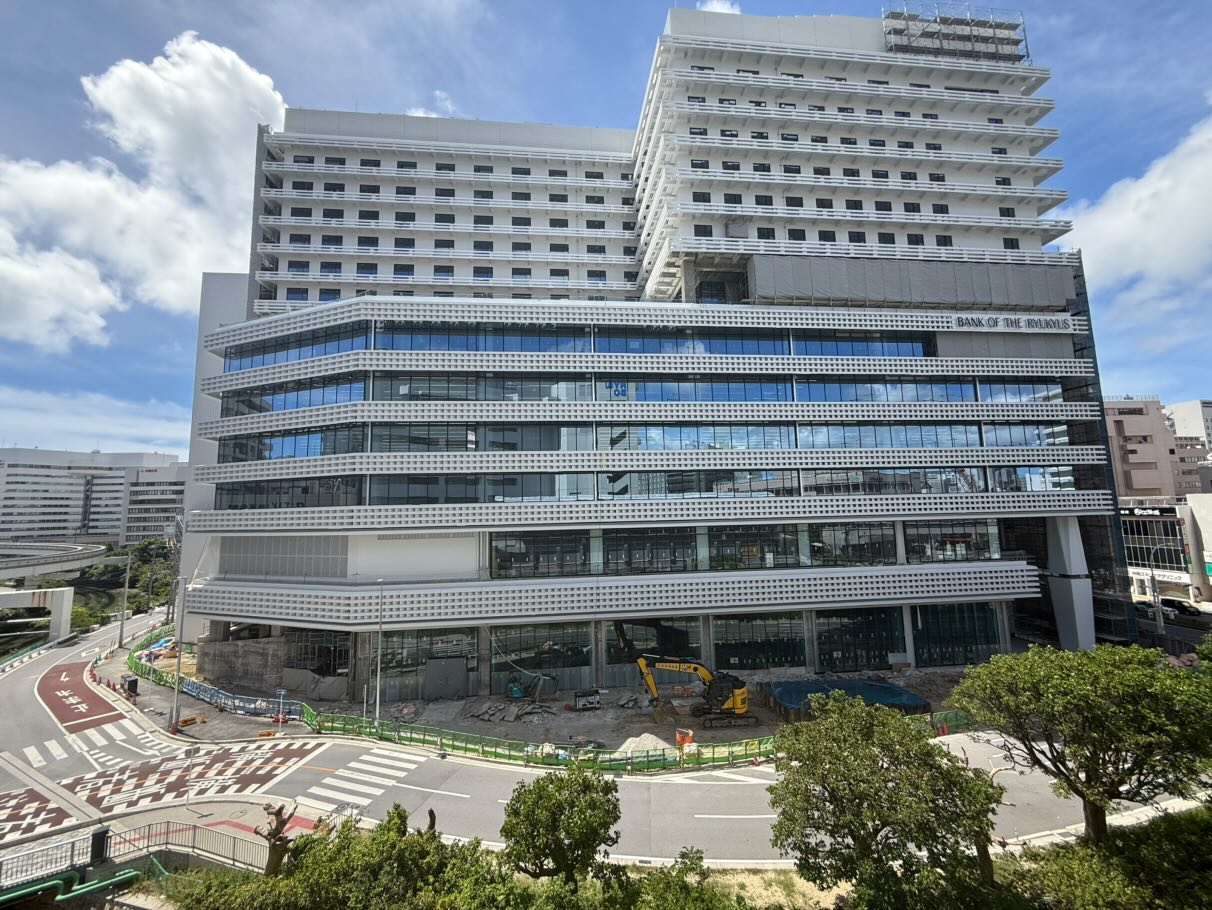
改築工事中の新本店[2025年8月撮影]</br>　～　全貌が ほぼ明らかに　～

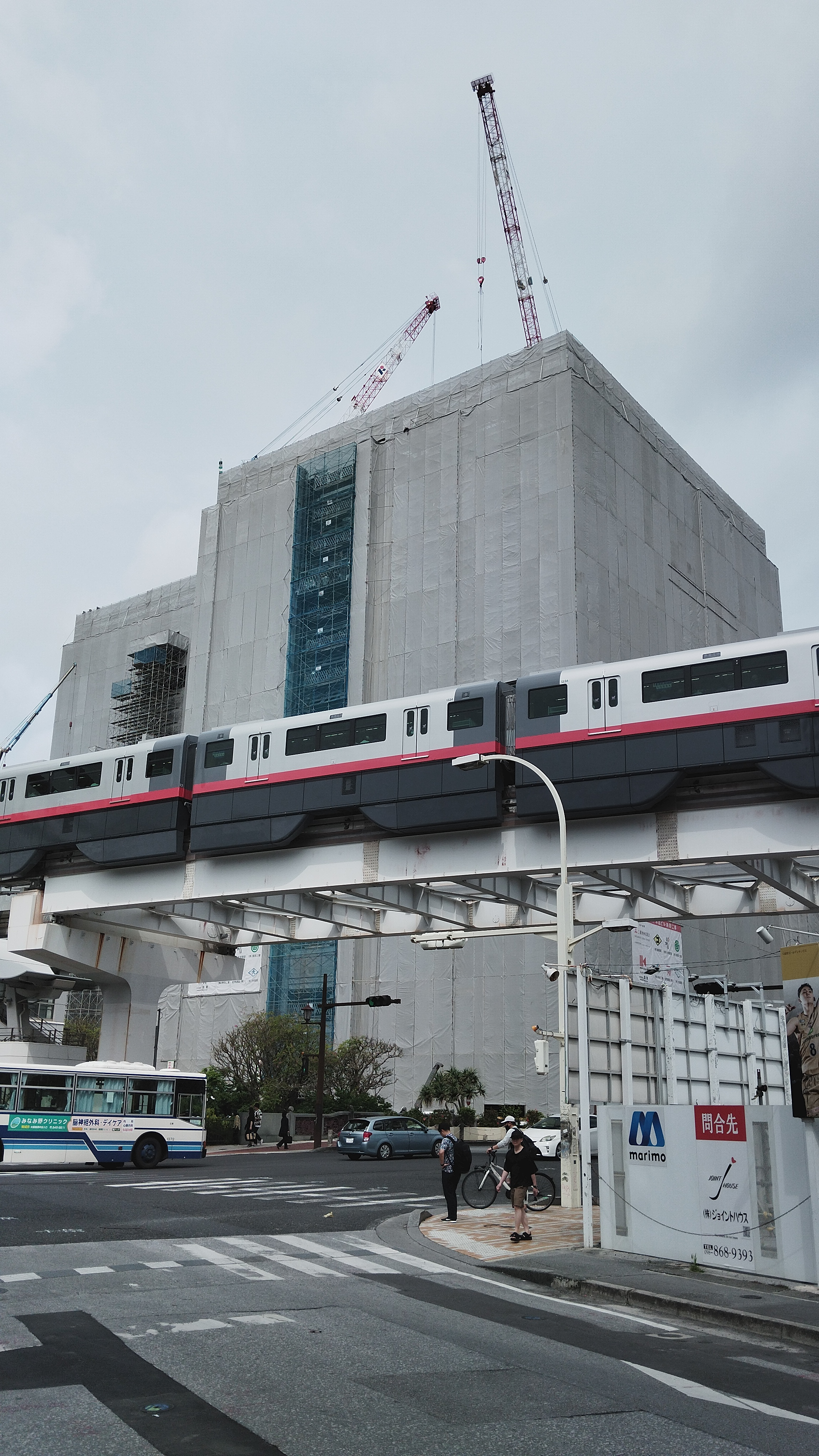
改築工事中の新本店[2025年5月撮影

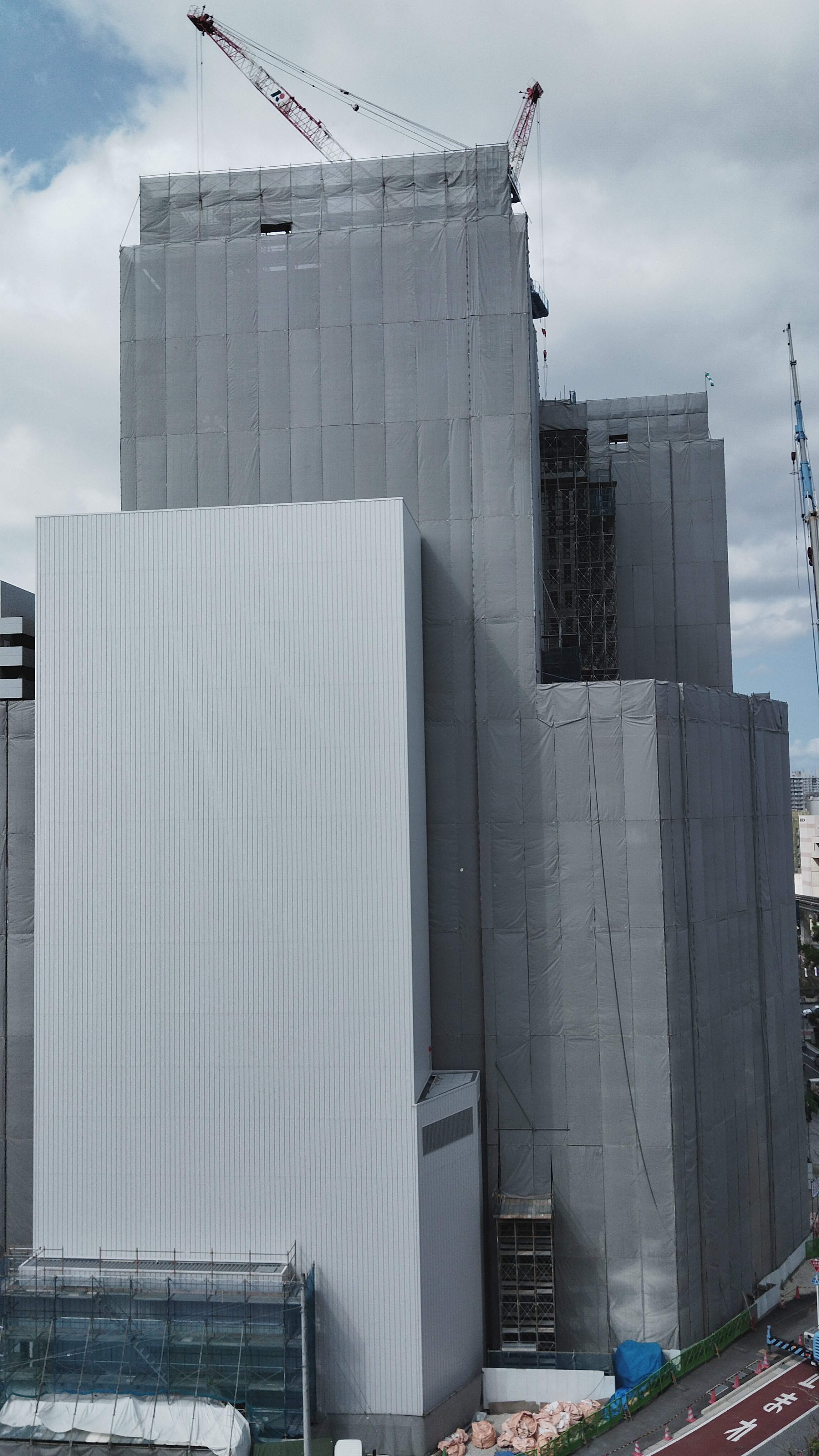
改築工事中の新本店[2025年4月撮影

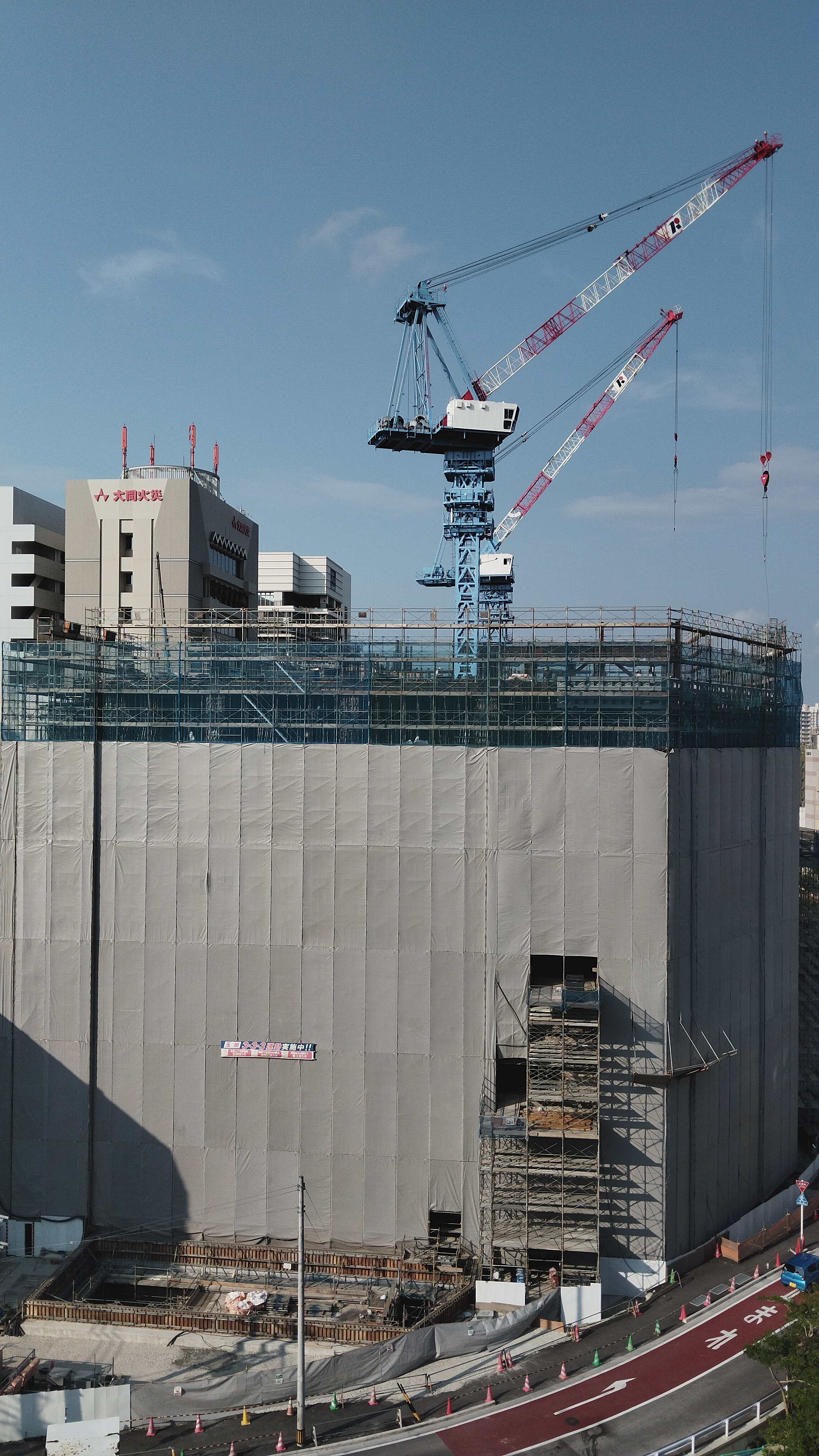
改築工事中の新本店[2024年8月撮影

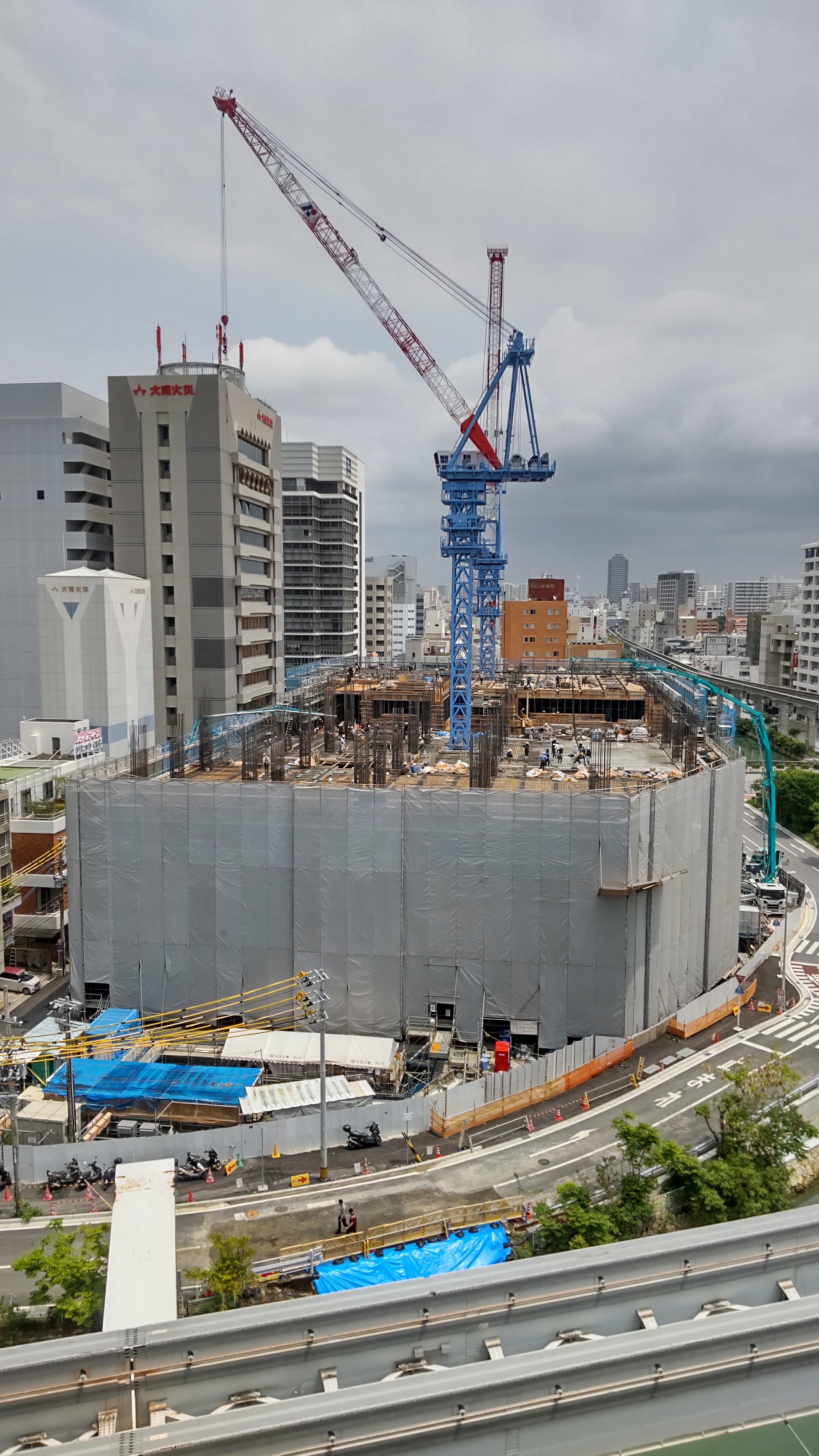
改築工事中の新本店[2024年4月撮影

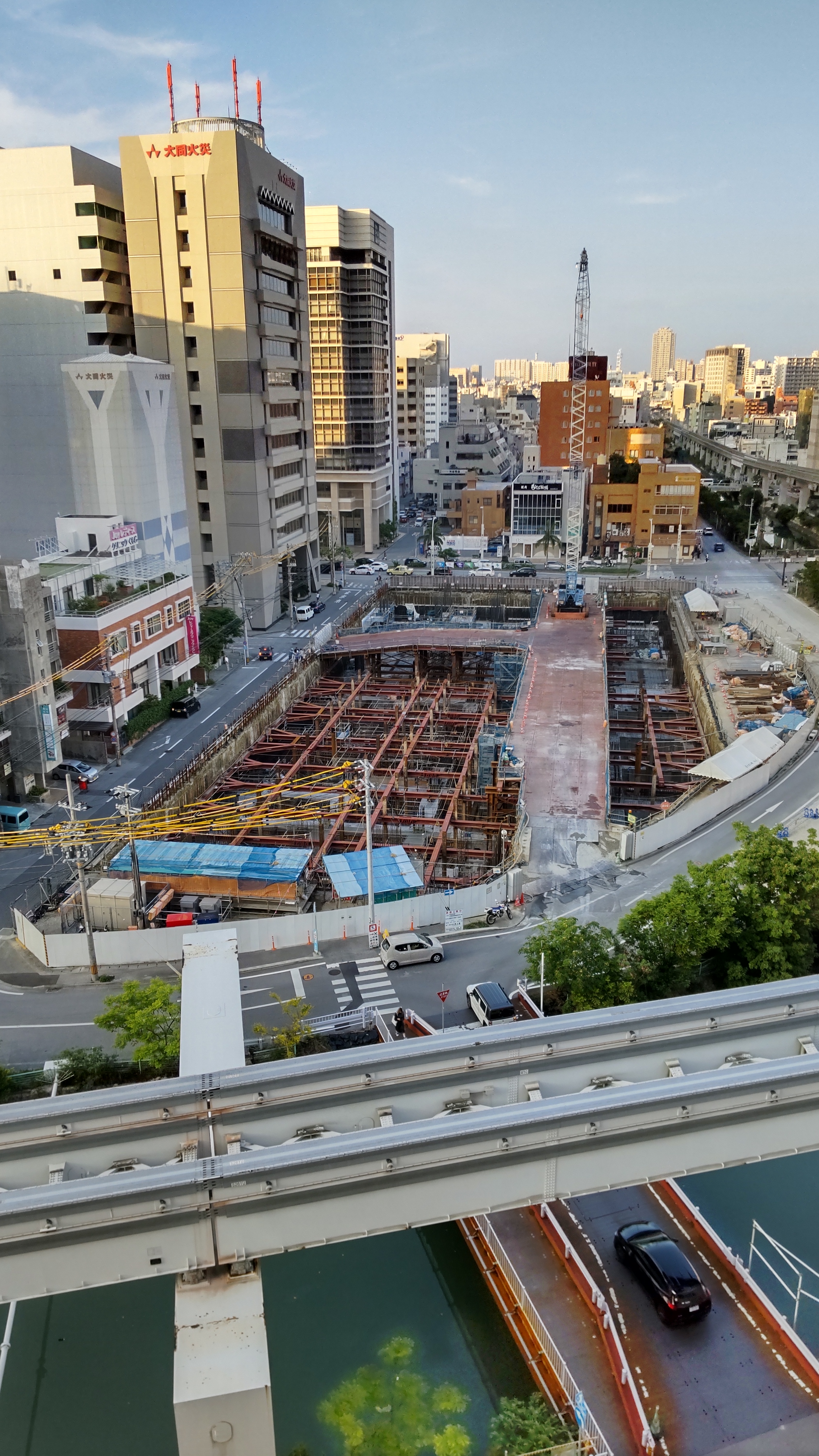
改築工事中の新本店[2023年9月撮影

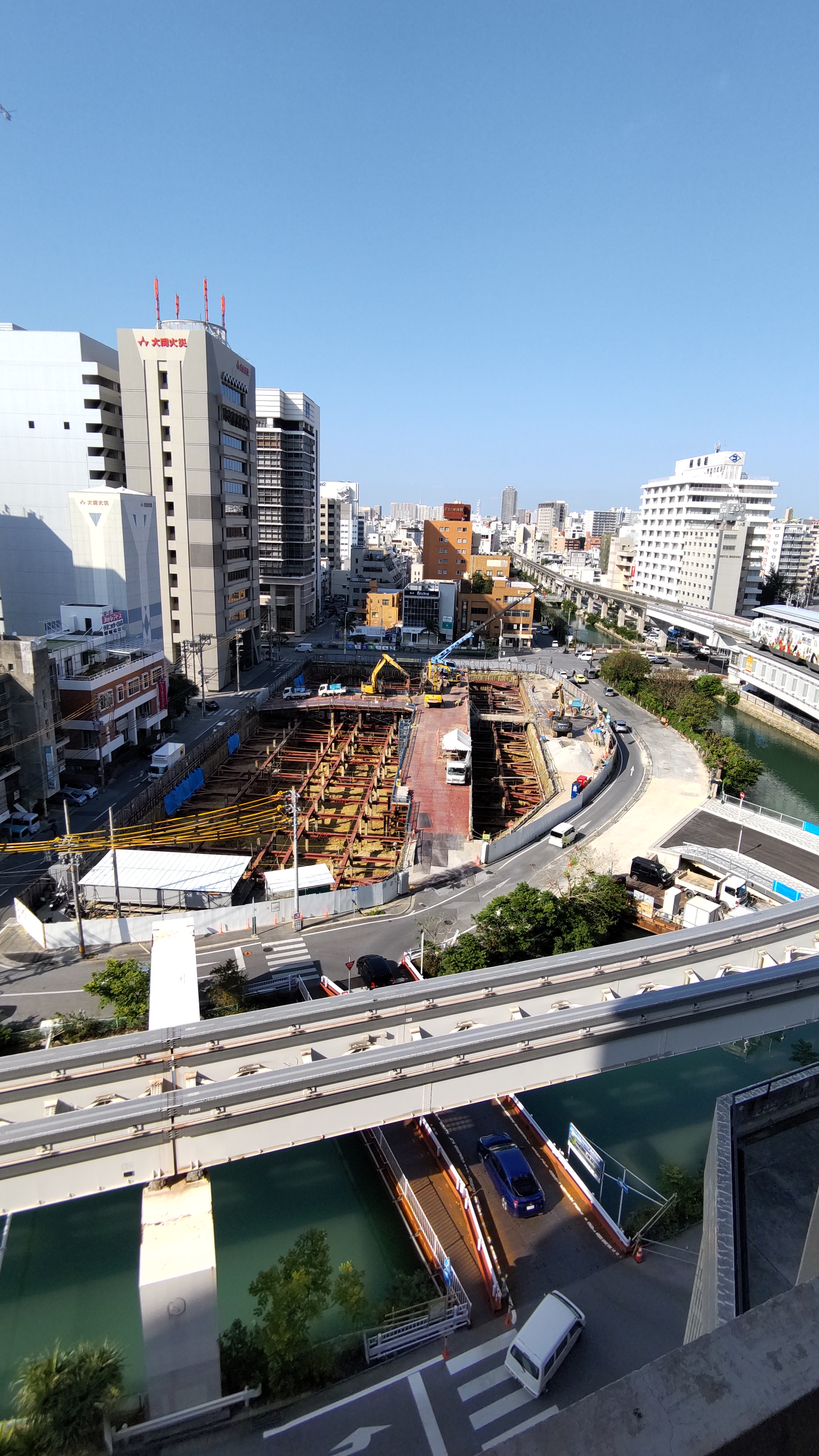
改築工事中の新本店[2023年5月撮影

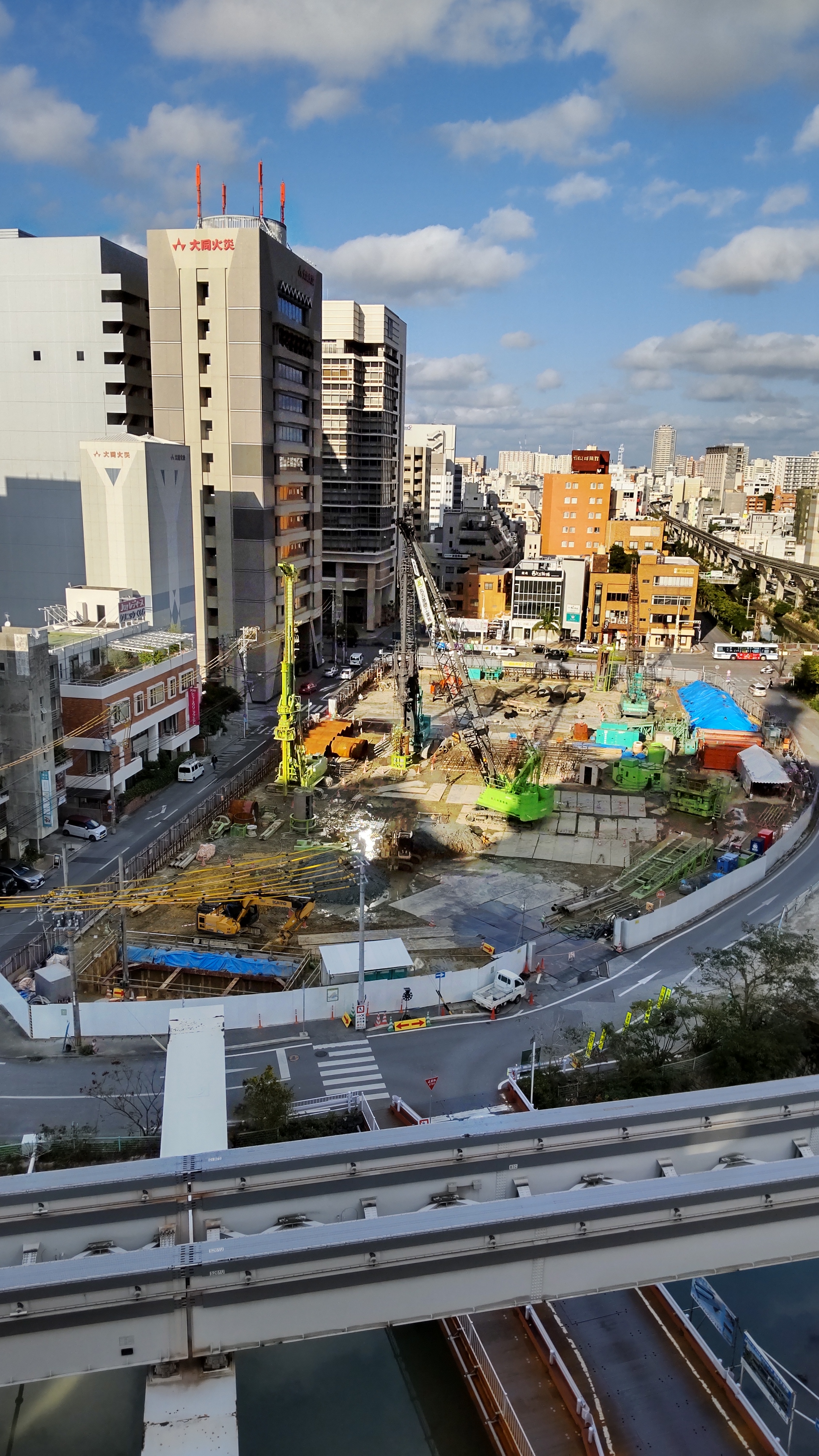
改築工事中の新本店[2023年1月撮影

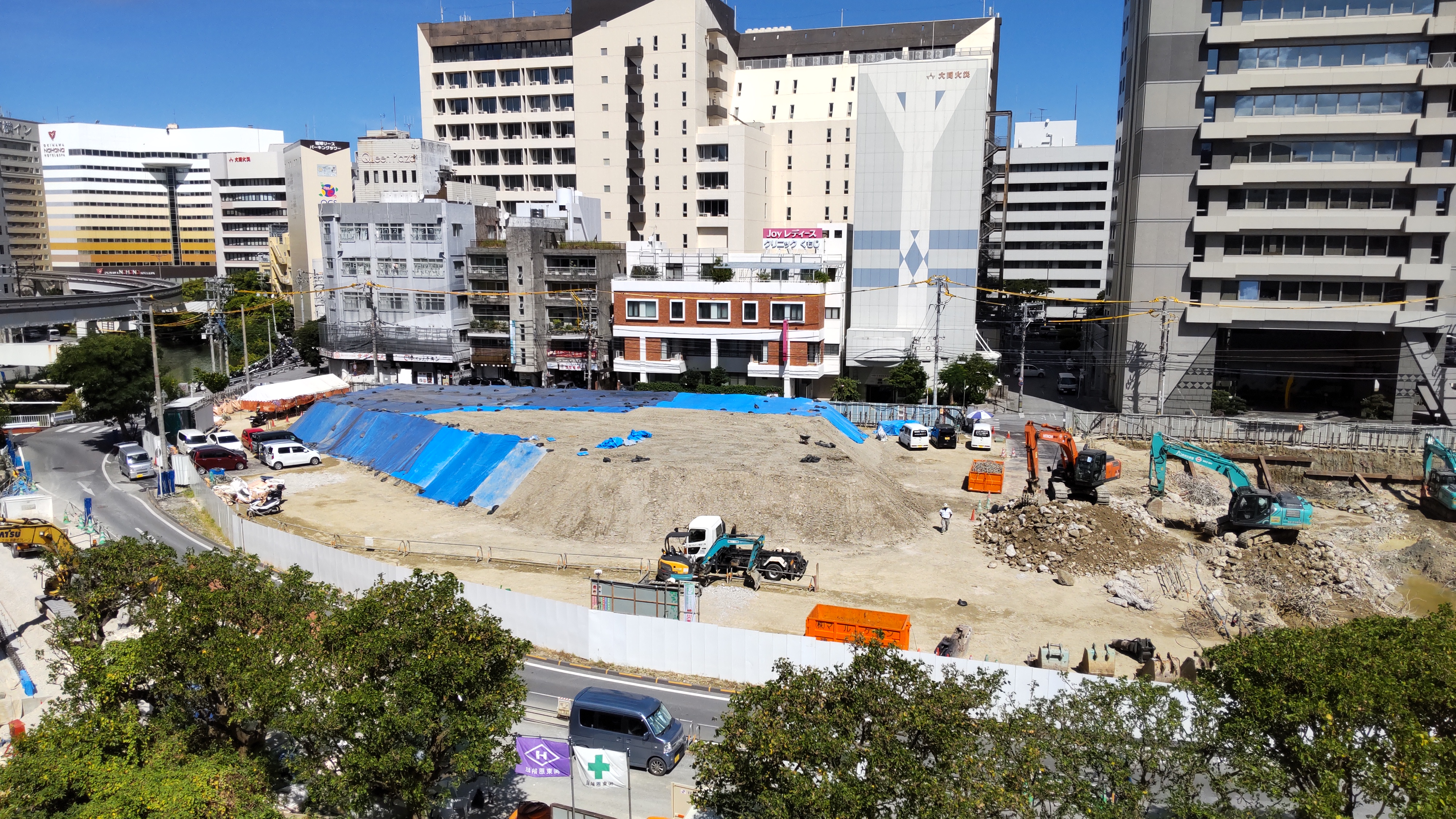
改築工事中の新本店[2022年8月撮影

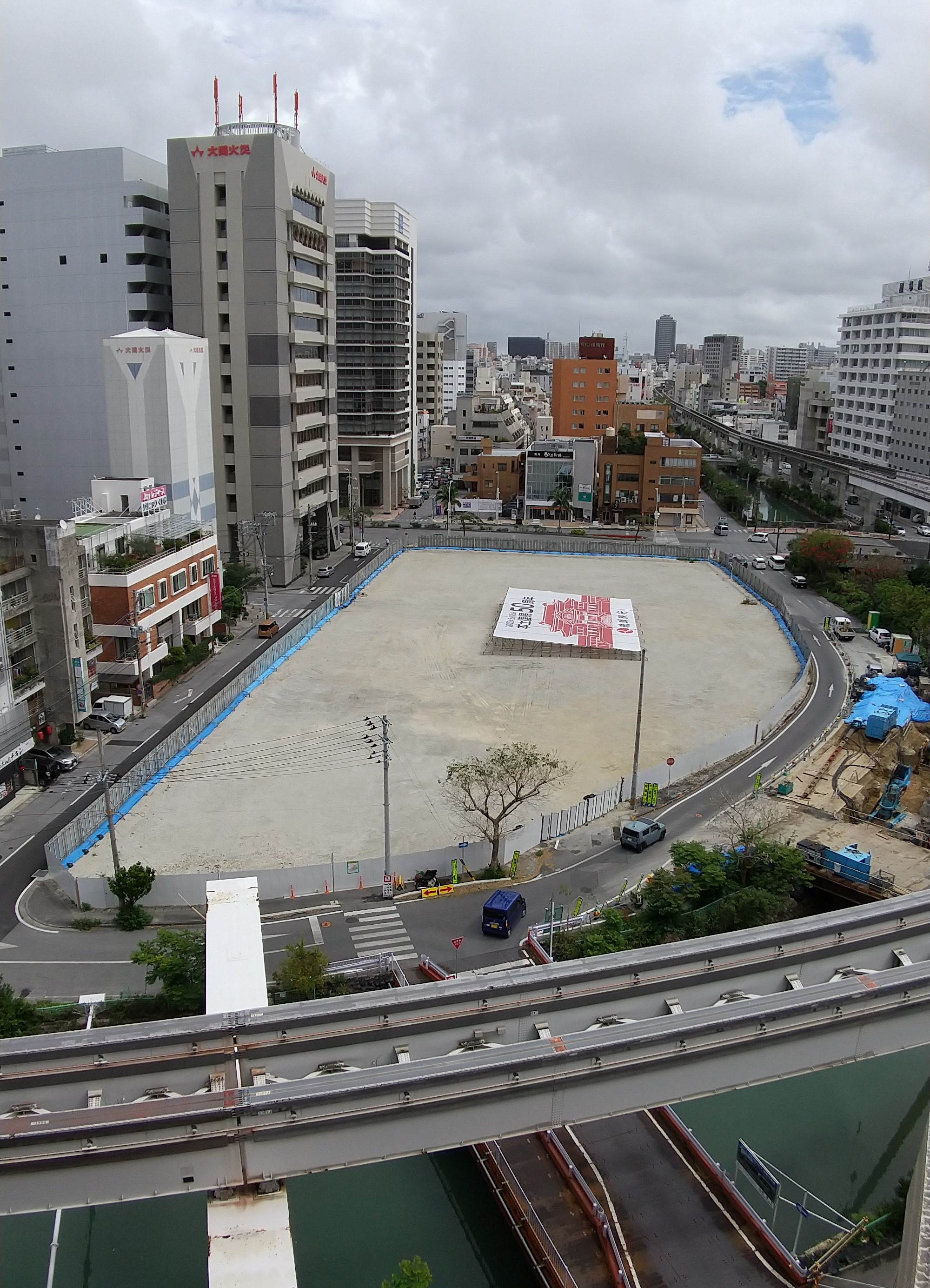
着工前の新本店敷地[2022年4月撮影

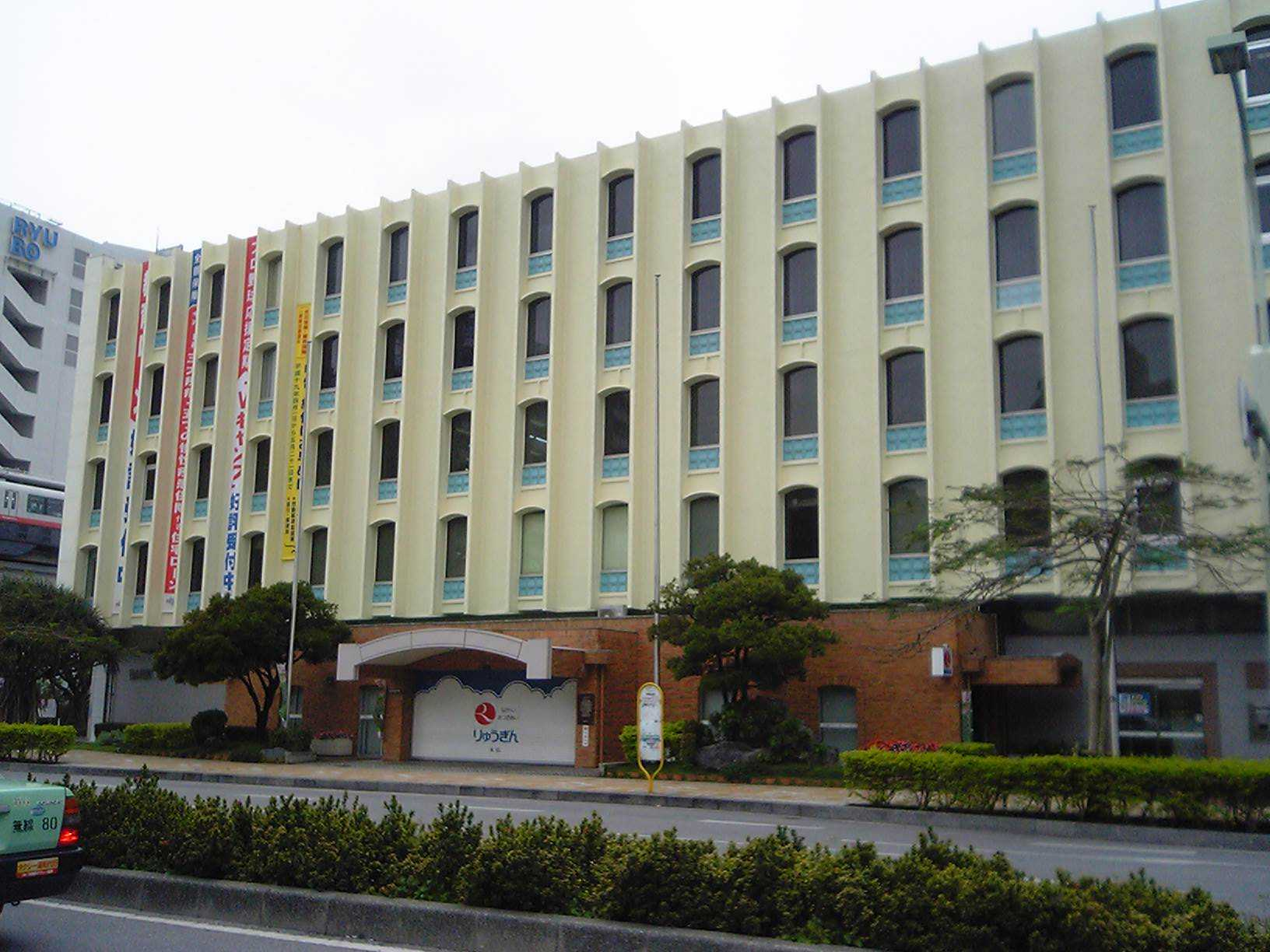
2021年に解体された旧本店ビル

## 沿革
- 1948年
  - 5月 - 米国軍政府布令に基づく特殊銀行として設立。大島中央銀行、宮古銀行、八重山銀行の3行を合併。
  - 7月 - 沖縄銀行（同年5月、沖縄中央銀行から改称。現在の沖縄銀行とは無関係）を合併。
- 1966年
  - 8月 - 久茂地に本店を新築移転。
- 1970年
  - 3月 - 金銭信託業務を開始。
- 1971年
  - 10月 - 琉球信託より金銭信託業務を譲受。
- 1972年（昭和47年）
  - 1月 - 沖縄商法上の株式会社に改組。
  - 5月 - 本土復帰により沖縄県の地方銀行となる。
  - 10月 - 沖縄信託より金銭信託業務を譲受。
- 1983年（昭和58年）
  - 10月 - 東京証券取引所第2部、福岡証券取引所に上場。
- 1985年（昭和60年）
  - 9月 - 東証1部に指定替え。
- 1998年（平成10年）
  - 5月 - 営業時間を全店舗午後4時まで延長（東京支店は午後3時まで）。
- 2000年（平成12年）
  - 7月 - イーネットATMのサービス開始。
- 2002年（平成14年）
  - 6月27日 - 銀行店舗内の一部分に貸店舗として別の店舗を入居させる、インブランチストアを県内金融機関としては初めて松尾支店で採用した。
- 2004年（平成16年）
  - 3月 - 「ゆがふ金銭信託」口座の新規受付を停止。
  - 8月 - ローソンATMのサービスを開始。
- 2005年（平成17年）
  - 9月 - 「ゆがふ金銭信託」口座の追加入金受付を停止し、金銭信託業務を中止。
- 2006年（平成18年）
  - 1月 - 基幹システム更新。
- 2007年（平成19年）
  - 1月 - 個人客向けのインターネットバンキング月額基本手数料を無料化。
  - 12月25日 - 那覇新都心支店を開設。
- 2010年（平成22年）
  - 7月14日 - 公的資金を完済[8]。
- 2011年（平成23年）
  - 2月7日 - りゅうぎんハロープラザ石田店（寄宮支店石田出張所、2005年1月に閉店した旧・繁多川支店隣り）を開設。
- 2015年（平成27年）
  - 4月3日 - 地場信販会社であるOCSの株式を追加取得。完全子会社化[9][10]。
  - 10月1日 - りゅうぎんVisaデビットカードの取り扱い開始[11]。
- 2016年（平成28年）3月 - ATMでVisa、MasterCard、銀聯の海外発行カードの取り扱いを開始[12][13]。
- 2018年（平成30年）4月 - アマゾン・ウェブ・サービス（AWS）のクラウドサービスを採用したと発表[14]。
- 2020年（令和2年）
  - 2月3日 - 全店舗の窓口営業時間を変更[15]。
  - 4月6日 - 沖縄銀行とのATM利用手数料の相互優遇提携開始[16]。
  - 11月14日 - 本店ビル内覧会を実施。[先着50名 前月20日～電話受付][17][18]
  - 12月14日 - 本店ビル建て替えに伴い、本店営業部、那覇ローンセンター出張所、本部ならびに那覇空港内出張所を東町（那覇ポートビル）に移転[2][19]し、店頭表記は「本店営業部　那覇空港内出張所」とした。(通称：仮本店)　※「那覇空港」では「ATM1台設置のみ」となった。
- 2021年  (令和3年)
  - 1月5日～10月29日 - 旧本店ビル 解体[20]
- 2022年  (令和4年)
  - 5月1日 - 新本店ビル（那覇市久茂地1-11-1）着工[21]。
- 2025年  (令和7年)
  - 10月31日 - 新本店ビル 完成予定[22]。
- 2026年  (令和8年)
  - 1月30日 - 新本店ビルの7～13階に「ザ ロイヤルパークホテル アイコニック 那覇」(客室数 257室)が開業予定[23][24][25]。

## 関係会社

### 連結子会社
[以下、持株(議決権)比率 100%子会社]
- 株式会社りゅうぎん総合研究所
- 株式会社りゅうぎんディーシー
- りゅうぎん保証株式会社
- 株式会社OCS【読みは「オークス」】
- 株式会社琉球リース
- 株式会社リウコム

以下は解散済
- りゅうぎんオフィスサービス株式会社（2016年6月30日付で解散）
- りゅうぎんビジネスサービス株式会社（2024年7月29日付で解散）

## 情報処理システム
2006年1月4日、勘定系、情報系などの情報処理システムは、八十二銀行[長野県]のシステムをベースとし、琉球銀行など地銀7行が参画。日本IBMが運用及び保守を担うじゅうだん会共同版システムに移行した。
2025年4月17日午前9時13分ごろ、じゅうだん会のシステムを使用している琉球銀行・八十二銀行等の地銀7行に加え 中国銀行[岡山県] 広島銀行の計9行でインターネットバンキング関連サービスのシステム障害発生し、個人向け、法人向けの両方でログインしづらくなる状態となった。同日午後7時10分に復旧。サイバー攻撃や情報漏洩は なかったとしている。
障害事象発生時間帯にインターネットバンキングの契約者が店頭などで手続きした場合は、振込手数料等をネットバンキング利用時と同じ金額で対応した他、 ATMで2025年4月17日 9時～23時に振込を行った契約者に対して、同年5月22日に振込手数料を返戻【へんれい】した旨 同日公表した。

## 行史・関連書籍
- 琉球銀行調査部編『琉球銀行三周年記念誌』　琉球銀行、1952年。
- 稲泉薫編 『琉球銀行10年史』　琉球銀行、1962年。
- 琉球銀行調査部編『戦後沖縄経済のあゆみ』 琉球銀行、1984年。
- 『琉球銀行三十五年史』琉球銀行、1985年3月。NDLJP:11996206。